# Centro de Creación Contemporánea de Andalucía
El Centro de Creación Contemporánea de Andalucía o C3A; antes denominado Espacio Andaluz de Creación Contemporánea, Centro de Creación Contemporánea de Córdoba, es un museo y centro de creación artística, dedicado al arte contemporáneo, situado en Córdoba (España). El diseño del edificio, de nueva planta, corrió a cargo de los arquitectos Enrique Sobejano y Fuensanta Nieto. El C3A se sitúa en el barrio del Campo de la Verdad, en la orilla sur del Guadalquivir. 
Con 12.207 m² de superficie cuenta con 4 plantas, incluyendo el sótano y la cubierta, y con una fachada mediática orientada hacia el río que a través de sistemas de iluminación y vídeo podrá proyectar imágenes. Su directora es Jimena Blánquez.

## Historia
La Junta de Andalucía realizó un concurso internacional de ideas para la construcción del centro, que fue ganado por los arquitectos Fuensanta Nieto y Enrique Sobejano. Las obras comenzaron el 9 de septiembre de 2008 con la colocación de la primera piedra por parte de la consejera de cultura, Rosa Torres. La construcción, promovida por la consejería de cultura de la Junta de Andalucía, fue otorgada a la empresa constructora FCC Construcción, SA. El plazo previsto para la conclusión de las obras fue de 37 meses, con un presupuesto de 19,5 millones de euros.
En noviembre de 2009, tras 14 meses, el 22% de las obras ya estaban realizadas. Un año después, en diciembre de 2010, las obras superaban el 50% de su ejecución. A principios de 2012 dicho porcentaje se elevaba al 85%. Finalmente, las obras concluyeron a finales de 2013.
Una vez concluida su construcción, la apertura se retrasó debido a desacuerdos entre el Ayuntamiento y la Junta de Andalucía sobre quien debía urbanizar los accesos al recinto. Finalmente, el Ayuntamiento cedió los terrenos circundantes a la Junta encargándose esta de construir los accesos. En dichas obras se integrarán diversos restos arqueológicos encontrados pertenecientes al arrabal de Saqunda, de época musulmana.

## Inauguración

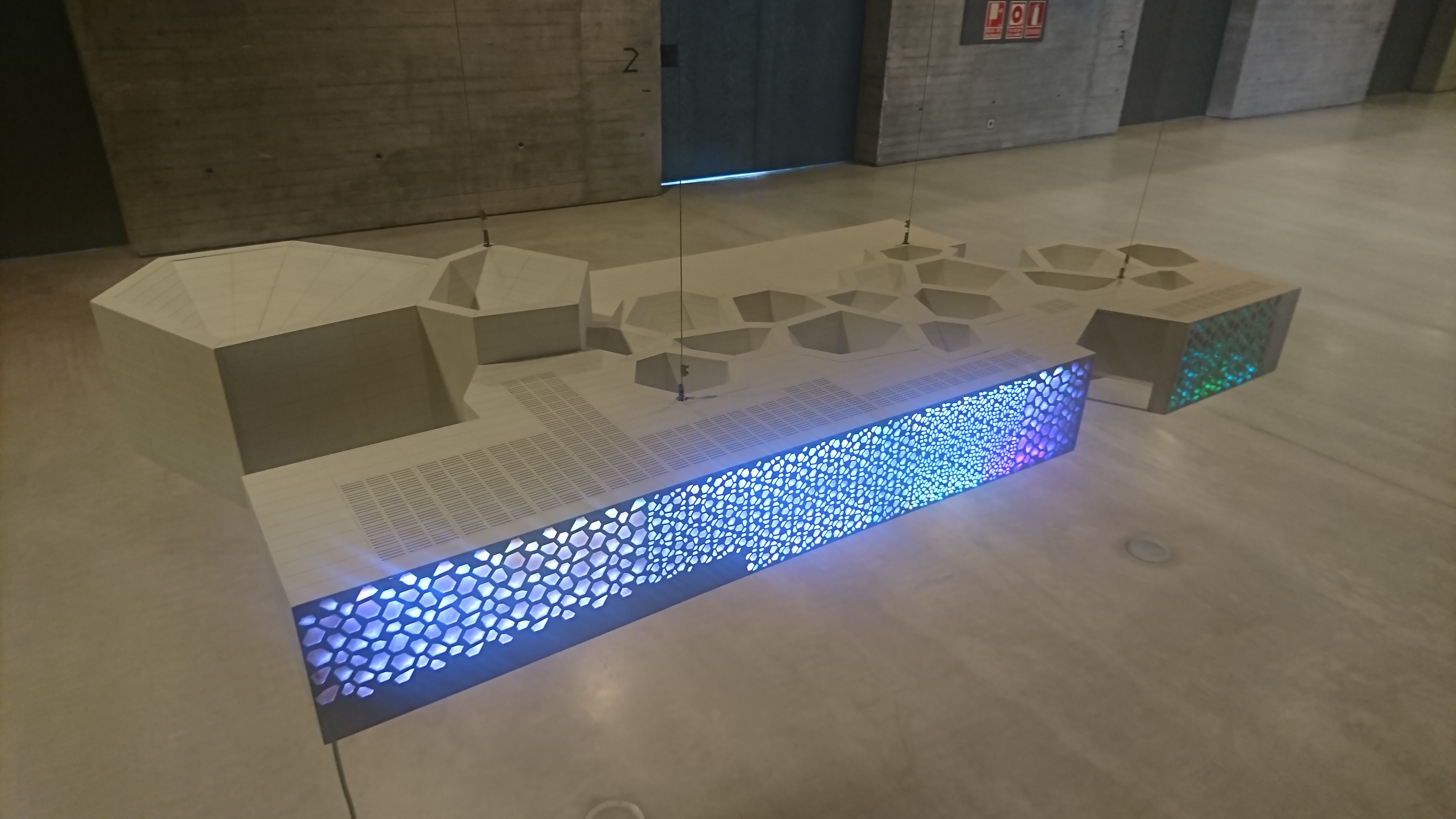
Maqueta del museo.

En C3A fue inaugurado por la presidenta de la Junta de Andalucía, Susana Díaz, el 19 de diciembre de 2016, en un acto que contó con la participación de la alcaldesa de la ciudad, Isabel Ambrosio, la consejera de Cultura de la Junta de Andalucía, Rosa Aguilar, y el presidente del Parlamento andaluz, Juan Pablo Durán.
La programación inaugural incluyó tres exposiciones abiertas al público hasta el 16 de abril de 2017: 'Englishes', de Nicoline van Harskamp; 'The value in mathematics: How do we learn' (El valor de las matemáticas: cómo aprendemos)', de Falke Pisano; y el proyecto artístico 'Montaña Negra', coordinado por el artista gaditano Daniel Silvo.